# Славянка-ЧКПЗ
Славянка-ЧКПЗ — женский баскетбольный клуб из Челябинска, выступающий в Высшей лиге.

## История
Женский профессиональный баскетбол в Челябинске появился в 1989 году. Его главным вдохновителем стал Юрий Перминов, который собрал команду перспективных девушек. Клуб стал выступать сначала в Первой лиге чемпионата страны, а с 1994 года — в Высшей лиге. Команда тогда называлась «Строитель», а с 1996 года получила название «Славянка».
В 2010 году из-за финансовых проблем команда на два года прекратила свое существование, но возродилась в 2012 году, начав выступать во втором эшелоне российского чемпионата. В декабре 2014 года Юрий Перминов ушёл из жизни, летом 2015 года было объявлено о расформировании «Славянки». В 2022 году клуб возродили и включили в систему баскетбольного клуба «Челбаскет», который уже создал команду из юниорок в ЮБЛ, и с сезона 2022/23 команда выступает во 2 дивизионе женской Суперлиги.
Перед сезоном 2024/25 команда вернула историческое название «Славянка-ЧКПЗ» и будет выступать при поддержке Челябинского кузнечно-прессового завода во дворце спорта «Торпедо».